# 조선 정신과 의사 유세풍 2
《조선 정신과 의사 유세풍2》는 2023년 1월 11일부터 2023년 2월 9일까지 방송된 tvN 수목 드라마다.

## 기획의도
침 못 놓는 천재 의원 유세풍, 이상하고 아름다운 계수의원에서 반전과부 서은우, 괴짜 스승 계지한을 만나 심의로 거듭난다. 아픈 자들에겐 따뜻한 처방을, 나쁜 놈들에겐 통쾌한 한방을 날리는 조선시대 정신과의사들의 행복 처방전!

## 제작진

### 원작
- 이은소 소설 (조선 정신과 의사 유세풍)

### 제작사
- 미디어캔
- 영화사 일취월장

### 제작
- 손자영
- 김하경

### 극본
- 박슬기
- 이봄
- 오소호

### 연출
- 박원국 : ( MBC 월화드라마 《특별근로감독관 조장풍》(연출)
- 강희주 : ( MBC 수목 미니시리즈 《붉은 달 푸른 해》(공동연출)

## 등장 인물

### 주요 인물
- 김민재 : 유세풍 (유세엽) 역 - 침 못 놓는 천재 의원 유세풍, 마음의 맥을 짚는 심의가 되다!

침술만이 전부일거라 생각했던 천재 의원 유세엽, 선왕의 죽음과 관련된 진실을 밝히고 누명도 벗었지만 트라우마는 아직 진행 중, 침은 여전히 놓지 못한다. 선왕과 아버지를 죽인 배후, 조태학을 몰아내며 이제는 모두 끝났다 생각했는데••• 방심은 금물! 은우와도 멀리 떨어져버리고 새로운 인물들이 나타나 세풍의 삶을 뒤흔든다. 세풍은 더욱 더 강해져야 한다. 이제는 소중한 사람들을 절대 잃지 않겠다, 사랑하는 은우와 계수식구들을 지키는 것! 그것만이 현재 내가 할 수 있는 것이라 생각하며 적극적으로 행동하는 세풍! 계수의원에서 병자들의 아픈 사연을 들어주고, 그 일들을 해결해주면서 자신이 펼칠 수 있는 의술을 펼치고 자신의 사람들을 지키는데••• 이쪽도 만만치 난데없이 나타나 세풍과 혼인을 하겠다 주장하는 옹주 서이와, 계율 꼰대남 은우를 비롯한 여인들을 핍박하려는 안현령과 의뭉스럽게 계수의원에 눌러 앉아 은근히 세풍을 자극하고 견제하는 전강일까지, 어느 하나 쉬운 게 없다.
그러나 세풍은 물러서지 않는다. 사랑하는 은우와 계수식구들이 자신의 곁에 있는 한, 두려울 것이 없다. 그래서 최선을 다해 계수의원과 자신의 삶을 지키려 한다.
그것이 자신과 사랑하는 사람, 은우를 위한 길임을 잘 알기에.
- 김향기 : 서은우 역 - 탐정 의원 서은우, 침 못 놓는 세풍의 손이 되다!

핍박 받던 과부에서 팔방미인, 훌륭한 여의로, 이전과 다른 삶을 살아가는 은우. 올바른 눈으로 세상을 바라보고, 따뜻함을 잃지 않는다. 계수의원에서 적극적으로 의녀 활동을 하며 병자들을 돌보고, 마을에 일어나는 사건들을 해결해나간다. 자신을 향한 세풍의 마음이, 세풍을 향한 자신의 마음과 다르지 않음을 알게 되었을 때, 은우는 결심한다. 세풍의 옆에서 그를 지지하고, 그의 결정을 믿어 주리라. 세풍의 옆이라면 더 이상 두려워할 것도, 숨을 필요도 없다.
그런데, 애써 지워왔던 과거, 과부라는 자신의 신분이 자꾸 발목을 잡는다. 자신을 살려 온 은인이자 연인, 세풍을 지키기 위해서 은우는 다시 한 번 망설이게 된다.
- 김상경 : 계지한 역 - 계수의원의 큰 어른 계지한, 세풍의 조력자가 되다!

세상사 모든 풍파를 겪다보니 이제는 권력과 야욕 같은 것은 다 부질없다 생각한다. 그저 이 아름다운 계수마을에서 환자를 치료하는데 최선을 다하는 것, 그것이 내가 할 일이다 생각하고 살았다. 의원이 사람만 살리면 되는데 부와 명예가 다 무슨 소용이냐. 의원 홍길동으로 활약하며 몰래 어려운 이들을 도와준다. 여전히 세풍을 보며 반푼이라고 구박하지만, 세풍의 강단과 의원으로서의 소신을 높이 사며, 츤츤 거리면서도 세풍을 챙기는 것을 잊지 않는다. 그런 계지한 앞에, 소락현의 새 현령으로 안학수가 부임하고, 옹주 서이를 따라 내려온 정상궁과도 재회하며 계지한의 과거사가 폭풍처럼 휘몰아치는데! 이로 인해 내면의 아픔을 되새기면서도 현재 지켜내야 할 것들이 있는 계지한. 부와 명예 따윈 지키지 않아도 된다, 내 식구들만 지키면 된다!
'깊은 사람' 계지한의 인간적 매력이 아낌없이 쏟아진다.

### 계수의원
- 안창환 : 만복 역 - 본래 세풍이의 머슴이었는지, 계수의원 식구였는지 약간 헷갈리긴 하지만 여전히 우직하다 못해 답답할 정도로 세풍 밖에 모르는, 의리 빼면 시체인 이 남자! 구수한 충청도 사투리와 엄청난 식성을 자랑하는 만복이에겐 의외의 비밀스런 과거가 있다는데?! 만복아 너.. 대체 어떤 삶을 살아왔던 거니?
- 김수안 : 입분 역 - (아역 : 이유주) 서당개 삼년이면 풍월을 읊는다는데, 의원 아버지 옆에서 혈자리 하나, 진맥 한 번 제대로 못 짚는 자신이 못내 한심했었다. 하지만 계수 의원을 지키겠단 마음, 아버지 계지한에 대한 애정만큼은 어디에 비할 데 없다. 뭐든 뚝딱 그려내는 그림 솜씨로 진정 자신의 꿈을 찾게 된 입분! 한양서 제일가는 포목점을 차려 아버지 고생길 끝내고 호강 시켜줄 꿈에 부푸는데! 그러나 계지한-입분 부녀를 위협하는 일들이 벌어지며 위기에 처한다.
- 연보라 : 남해댁 역 - 뭐든 다 알고, 뭐든 뚝딱 잘 만들며, 뭐든 다 알고 있을 것 같은 여인. 계수 의원 식구들 모두의 엄마 같은 푸근한 사람. 그녀의 요리를 먹는 누구든 무장해제 시켜버리는 타고난 음식 솜씨. 의원에 먼지 하나 남기지 않는 야무진 살림 솜씨. 부조리한 일은 절대 그냥 넘기지 못하는 직설적인 멋쟁이. 그러면서도 실패하고 좌절한 이들은 토닥이고 위로하는 대인배.
- 전국향 : 할망 역 - 매병인 듯 아닌 듯, 알고 얘기하시는지 모르고 얘기하시는지. 때로 듣는 사람 식겁하게 할 만큼 정곡을 콕콕 찔러 주시는 할망. 틈만 나면 세풍이와 은우의 혼사를 밀어붙이고, 계수 식구들의 은밀한 비밀을 속속들이 다 알고 있으면서도 감싸 주고, 밉상 감찰 전강일까지도 늘 좋은 면만을 보아 준다. 알 듯 모를 듯한데 나중에 생각해보면 다 맞는 말만 하시는 통찰력 퀸. 인자하고 따뜻한 미소로 모두를 두루 살피는 할망은, 어쩌면 계수 의원의 수호신이 아닐까?
- 한창민 : 장군 역 - 본 것 들은 것 절대 까먹지 않는 귀여운 천재 신동 장군이! 하여 이따금 사건의 해결에 핵심적(?) 열쇠를 쥐게 되는 계수의원의 귀염둥이 막내이자 마그코트다. 여전히 똑똑하고 귀엽지만, 더욱 성숙한 모습을 보여준다.

### 궁 사람들
- 강영석 : 전강일 역 - 내의원 의관, 의과 시험에서 아쉽게 차석 입학한 비운의 인물. 의과까지 장원을 차지한 '그놈의 유세엽'만 없었으면 없었으면 행복했을 남자. 자신이 유세엽을 끝내 이길 수 없을 것이란 건 그의 내면이 알고 있다. 이조판서 집안, 잘 생긴 외모. 단숨에 문과도 의과도 장원을 차지한 그 명석한 두뇌.. 도우미 경쟁이 되지 않는 그 놈이, 못 견디게 질투났다. 어떻게 저런 놈이 있을 수 있지.. 어떻게!! 강일과 유세엽의 악연은 먼 과거로 거슬러 올라간다. 세엽이 한 치료로 강일의 과실이 발각돼, 망신을 당하고 청나라로 유학을 떠났던 강일. 세엽은 기억조차 하지 못하는 일이지만, 강일은 그 일로 내의원에서 패배자로 낙인 찍혔다. 반강제로 청나라 유학길에 오른 강일은, 유세엽에 대한 복수심, 콤플렉스를 가슴에 담은 채 절차부심 의술을 익혔고, 이 정도면 그 놈을 제낄 수 있다는 자신감이 들었을 무렵, 홀연히 귀국한다. 귀국해서 들은 소식은 '그놈의 유세엽'이가 집안도 망하고 침도 못 놓게 되었다는 것이 아닌가? 내가 진즉에 들어와서 그걸 구경하고 싶었다.

그래, 사람 인생 그렇게도 엎어지는구나! 뒷마당 나무를 붙들고 눈물 나오게 웃었다. 나는 이렇게 내의원 어의가 되어, 그리고 어쩌면 최고 어의가 될지도 모르는데 너는 인생이 나락으로 떨어져서 시골 구석에 틀어박혔다니! 상당히 기뻤는데, 얼마안가 유세엽이 다시 왕명으로 궁에 들어왔다는 소문이 들리고 다시 만난 두사람, 여전히 처방은 엇갈리지만 세엽은 강일을 기억조차 하지 못한다.
강일은 당황스러운데•••
- 우다비 : 이서이 역 - 왕의 사랑을 받는 이복여동생, "내가 조선의 옹주다!" 전형적인 미인. 자기중심적 인물로 극 후반부에 변모하여 자기 자신을 찾는다. 어머니가 천민 출신으로 왕가의 규율, 예절을 익히도록 엄하게 배우고 자랐다. "옹주란 자라면 명문가와 혼인하여야 하고, 왕가의 일원으로도 부끄럽지 않아야 할 것"이란 중전마마의 가르침에 따라, 하기 싫은 일만 하루 종일 하면서 지루하게 살아왔다. 그렇게 살던 도중, 궁에 다시 나타난 유세엽을 만났다. 세엽은 천출인 옹주의 상처를 보듬어줬던 유일무이한 남자이다. 영의정 아들과의 혼인도 위태위태한 판에 잘 됐다. 서이는 자기 배필로 유세엽을 pick한다. 내 반드시 유세엽과 혼인해서 구겨진 자존심을 회복하리라. 하지만 유세엽 옆에 있는 과부, 은우의 존재가 거슬리는데•••

회심의 일격을 담아 은우에게 외쳐본다. "너의 연모는 해로워!"
- 오경주 : 왕 역 - 청년 군주, 세풍의 든든한 벗. 하나뿐인 이복여동생 서이를 아끼지만, 그녀의 막무가내식 행동으로 골머리를 썩는다. 이런 처지에, 벗인 세풍만은 왕에게 힘이 되어 주는 존재다. 부친을 조태학에 의해 잃었다는, 같은 아픔을 공유했기에 둘의 사이는 더 끈끈하다. 본래 허약했던 몸이었다. 선한 품성으로 바른 정치를 하려 하나, 궁은 외로운 곳, 믿을 사람은 아무도 없다. 외롭고 고독한 왕은 날카롭고 예민해진다. 급기야 궁에 돌아다닌다는 조태학의 원혼을 보게 되는데... 점점 미쳐가는 것일까? 왕은 유일하게 믿는 의원, 세풍을 부른다.
- 장선 : 정 상궁 역 - 숙녕옹주 이서이의 보모상궁, 호들갑스럽지 않고 심지가 굳으며 진정성 있는 성격의 소유자. 단아한 외모. 품위가 있다. 서이가 어린 시절 모친을 잃고 오갈 데 없이 되었을 때부터 궁에서 엄마, 이모, 언니 대신으로 쭉 함께해 주었다. 고집이 센 서이가 곤란을 겪지 않도록 곁에서 잘 이끌어 준다. 아마도 서이를 달랠 수 있는 거의 유일한 사람일 것이다. 동시에 그녀는 젊은 시절 내의원 계지한을 알고 있는 사람이며 그가 궁을 떠나게 된 계기가 되었던 여인이다. 근데 이 양반, 나를 기억하지 못한다..? 둘은 사사건건 부딪친다.

### 소락현 사람들
- 백성철 : 안학수 역 - 소락현에 새로 부임한 현령, 겉으로는 허허실실 속 없는 허당 같지만 어마어마한 계율 집착남, 조선판 꼰대 그 자체이다. 그의 심기를 거스르는 것은 건방진 것들. 기성 세력에 꼰대 양반인 그에게 '요즘 것들' 칠성이는 계몽의 대상이요, 머리 풀고 돌아다니는 은우는 단속의 대상이다. 향청 사람들을 필두로 온갖 트집을 잡는다. 눈에 거슬리는 모든 것들을 밟아 고을의 규율을 단정히 한다면 엣헴, 꿈에 그리던 한양 요직도 차지할 수 있겠지. 그런 그의 눈에 들어온 것은 바로 입분. 너••• 어머님이 누구니?
- 남현우 : 칠성 역 - 동헌 포졸, 소락현 토박이. 감나무집 아들. 순박하고 살짝 빈틈이 많은 어리바리 청년. 말단 포졸로서 부조리한 일도 해내야 하지만, 늘 결정적일 때는 세풍이네 편이 되어 주는 다정한 이웃. 그러나 포졸들과 마을 사람들을 못 살게 구는 계율 꼰대 안현령을 만나, 인생의 큰 위기를 맞이하는데!

### 그 외 인물
- 유성주 : 조태학 역 - 좌의정, 1년 전, 선왕 시해 가담 및 역모를 꾀한 죄로 스스로 목숨을 끊었던 인물, 현 왕이 가장 두려움을 느끼고 있는 원흉
- 김학선 : 서 현령 역 - 은우의 아버지
- 정민아 : 중전 역
- 이민지 : 덕기 역 - 중궁전 나인, 궁궐 내 귀신 출몰 사건의 목격자
- 이호철 : 소격동 불장작 역 - 만복(과거 팔판동 아주까리)의 수하였던 인물
- 이가은 : 소천 역
- 조수하 : 춘월 역 - 모화각 기녀
- 윤미경 : 막진 역

### 특별출연
- 우도환 :

## 시청률
최저 시청률과 최고 시청률은 시청률 조사회사와 지역별로 시청률에 차이가 있을 수 있습니다.
| 2023년 | 2023년   | 2023년         | 2023년       |
| 회차   | 방송일   | AGB 시청률     | AGB 시청률   |
| 회차   | 방송일   | 대한민국(전국) | 수도권(서울) |
| ------ | -------- | -------------- | ------------ |
| 제1회  | 1월 11일 | 3.682%         | 3.562%       |
| 제2회  | 1월 12일 | 2.533%         | 2.999%       |
| 제3회  | 1월 18일 | 3.261%         | 3.747%       |
| 제4회  | 1월 19일 | 2.275%         | 2.171%       |
| 제5회  | 1월 25일 | 3.179%         | 3.470%       |
| 제6회  | 1월 26일 | 1.917%         | 1.947%       |
| 제7회  | 2월 1일  | 2.446%         | 2.712%       |
| 제8회  | 2월 2일  | 1.827%         | 2.077%       |
| 제9회  | 2월 8일  | 2.443%         | 2.440%       |
| 제10회 | 2월 9일  | 2.388%         | 2.599%       |